# 高茂傑
高茂傑（KAO Mao-Chieh，1991年1月2日—），台灣男子短距離競速溜冰選手，目前就讀台北市立大學休閒運動管理學系研究所。
2017年夏季世界大學生運動會和陳彥成、黃玉霖、宋青陽在3000公尺接力賽奪金，在300公尺計時賽奪銀。